# Mercedes-Benz O 405 GTZ

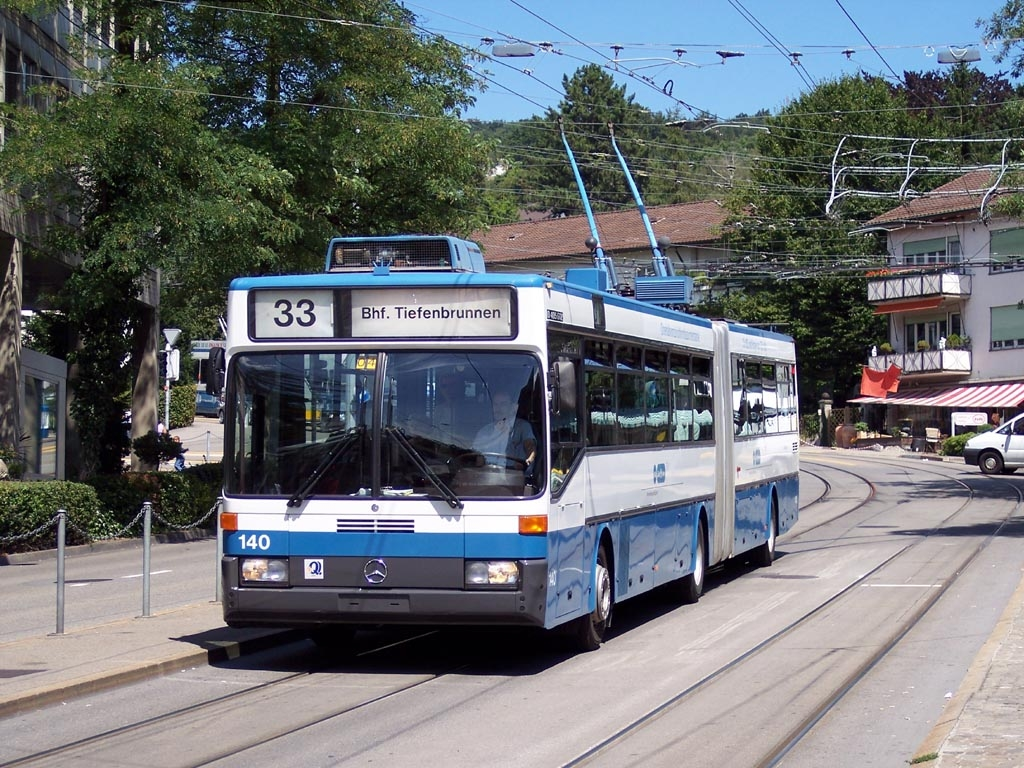
Le véhicule zurichois 140

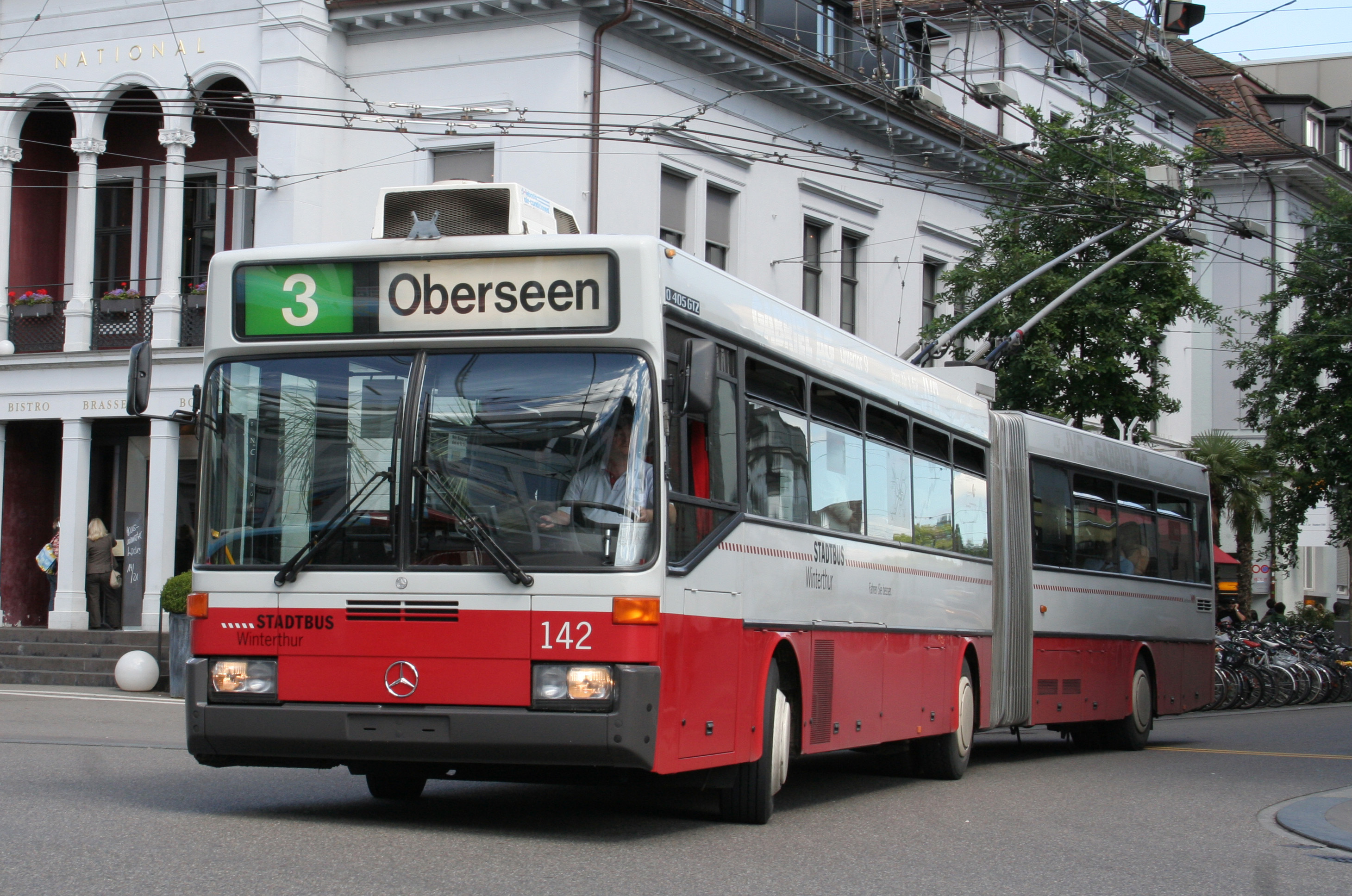
Le véhicule de Winterthour 142

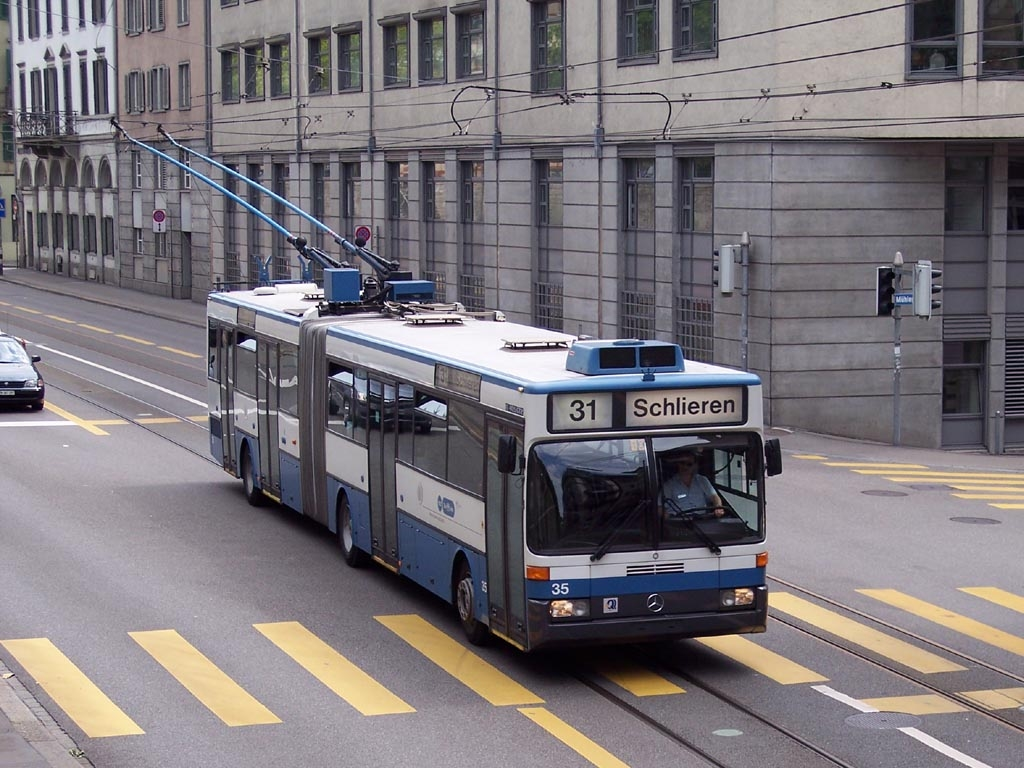
Côté porte du véhicule 35 de VBZ

Le Mercedes-Benz O 405 GTZ est un ancien type de trolleybus de Daimler-Benz; le trolleybus articulé était basé sur la gamme d'autobus diesel Mercedes-Benz O 405 G. L'équipement électrique était fourni par Asea Brown Boveri (ABB). La désignation de type GTZ comprend le lieu d'utilisation principal et signifie trolleybus articulé de Zurich (Gelenk-Trolleybus Zürich en Allemand).

## Description
Contrairement à l'autobus O 405 GTD, qui dispose d'un entraînement secondaire à part entière, l'entraînement auxiliaire de l'O 405 GTZ ne produit que 72 kilowatts, contre 205 kilowatts pour le moteur standard. Particularité du type O 405 GTZ : le moteur auxiliaire entraînait l'essieu central, tandis que l'entraînement principal électrique était conçu comme un moteur arrière basé sur le principe d'articulation poussée. L'avantage de cette solution : en hiver, il pouvait être activé en plus du moteur électrique, de sorte qu'il y avait suffisamment de traction même sur des routes glissantes. En ce qui concerne les freins, les deux versions différaient : les véhicules de Winterthour étaient équipés d'un frein moteur électrique, tandis que les véhicules de Zurich étaient équipés d'un frein à courants de Foucault.

## Gamme
Après la gamme précédente O 305 GT (seulement cinq exemplaires), un total de 100 exemplaires de la gamme présentée ici ont été produits entre 1986 et 1993. Parmi eux, 79 étaient destinés au trolleybus de Zurich pour la Verkehrsbetriebe Zürich et 21 au trolleybus de Winterthour pour la Stadtbus Winterthur. La production totale a été divisée en un prototype et trois gammes régulières :
| Années de construction | Nombre | Opérateur   | Numéros |
| ---------------------- | ------ | ----------- | ------- |
| 1986                   | 1      | Zurich      | 1       |
| 1988–1989              | 35     | Zurich      | 2–36    |
| 1988–1992              | 21     | Winterthour | 141–161 |
| 1992–1993              | 43     | Zurich      | 101–143 |

## Mission
À Zurich, la première gamme d'O 405 GTZ a remplacé les types GTr51 et la deuxième gamme a remplacé les trolleybus standard de VST. Tous les véhicules de la première gamme ont été mis hors service et ont été remplacés à partir de 2006 par 18 Swisstrolley 3 et 17 lighTrams - les derniers ont été retirés de la flotte début 2009. La deuxième gamme a mis hors service à partir de 2012, les quatre derniers représentants - les véhicules 106, 122, 131 et 142 - étant utilisés jusqu'à l'automne 2015. Ce sont également les derniers trolleybus à plancher surélevé de Zurich.
Les véhicules de Winterthour ont également remplacé les GTr51, ainsi que les trolleybus d'APG. Initialement, 19 O 405 GTZ ont été remplacés par de nouveaux Swisstrolley entre mars 2010 et mars 2011; seuls les deux véhicules 147 et 149 étaient encore en service jusqu'à fin 2012.